# John Donne (diplomate)
Pour les articles homonymes, voir John Donne et Donne (homonymie).
 (mars 2022).
La mise en forme du texte ne suit pas les recommandations de Wikipédia : il faut le « wikifier ».
Les points d'amélioration suivants sont les cas les plus fréquents. Le détail des points à revoir est peut-être précisé sur la page de discussion.
- Les titres sont pré-formatés par le logiciel. Ils ne sont ni en capitales, ni en gras.
- Le texte ne doit pas être écrit en capitales (les noms de famille non plus), ni en gras, ni en italique, ni en « petit »…
- Le gras n'est utilisé que pour surligner le titre de l'article dans l'introduction, une seule fois.
- L'italique est rarement utilisé : mots en langue étrangère, titres d'œuvres, noms de bateaux, etc.
- Les citations ne sont pas en italique mais en corps de texte normal. Elles sont entourées par des guillemets français : « et ».
- Les listes à puces sont à éviter, des paragraphes rédigés étant largement préférés. Les tableaux sont à réserver à la présentation de données structurées (résultats, etc.).
- Les appels de note de bas de page (petits chiffres en exposant, introduits par l'outil «  Source ») sont à placer entre la fin de phrase et le point final[comme ça].
- Les liens internes (vers d'autres articles de Wikipédia) sont à choisir avec parcimonie. Créez des liens vers des articles approfondissant le sujet. Les termes génériques sans rapport avec le sujet sont à éviter, ainsi que les répétitions de liens vers un même terme.
- Les liens externes sont à placer uniquement dans une section « Liens externes », à la fin de l'article. Ces liens sont à choisir avec parcimonie suivant les règles définies. Si un lien sert de source à l'article, son insertion dans le texte est à faire par les notes de bas de page.
- La présentation des références doit suivre les conventions bibliographiques. Il est recommandé d'utiliser les modèles {{Ouvrage}}, {{Chapitre}}, {{Article}}, {{Lien web}} et/ou {{Bibliographie}}. Le mode d'édition visuel peut mettre en forme automatiquement les références.
- Insérer une infobox (cadre d'informations à droite) n'est pas obligatoire pour parachever la mise en page.

Pour une aide détaillée, merci de consulter Aide:Wikification.
Si vous pensez que ces points ont été résolus, vous pouvez retirer ce bandeau et améliorer la mise en forme d'un autre article.

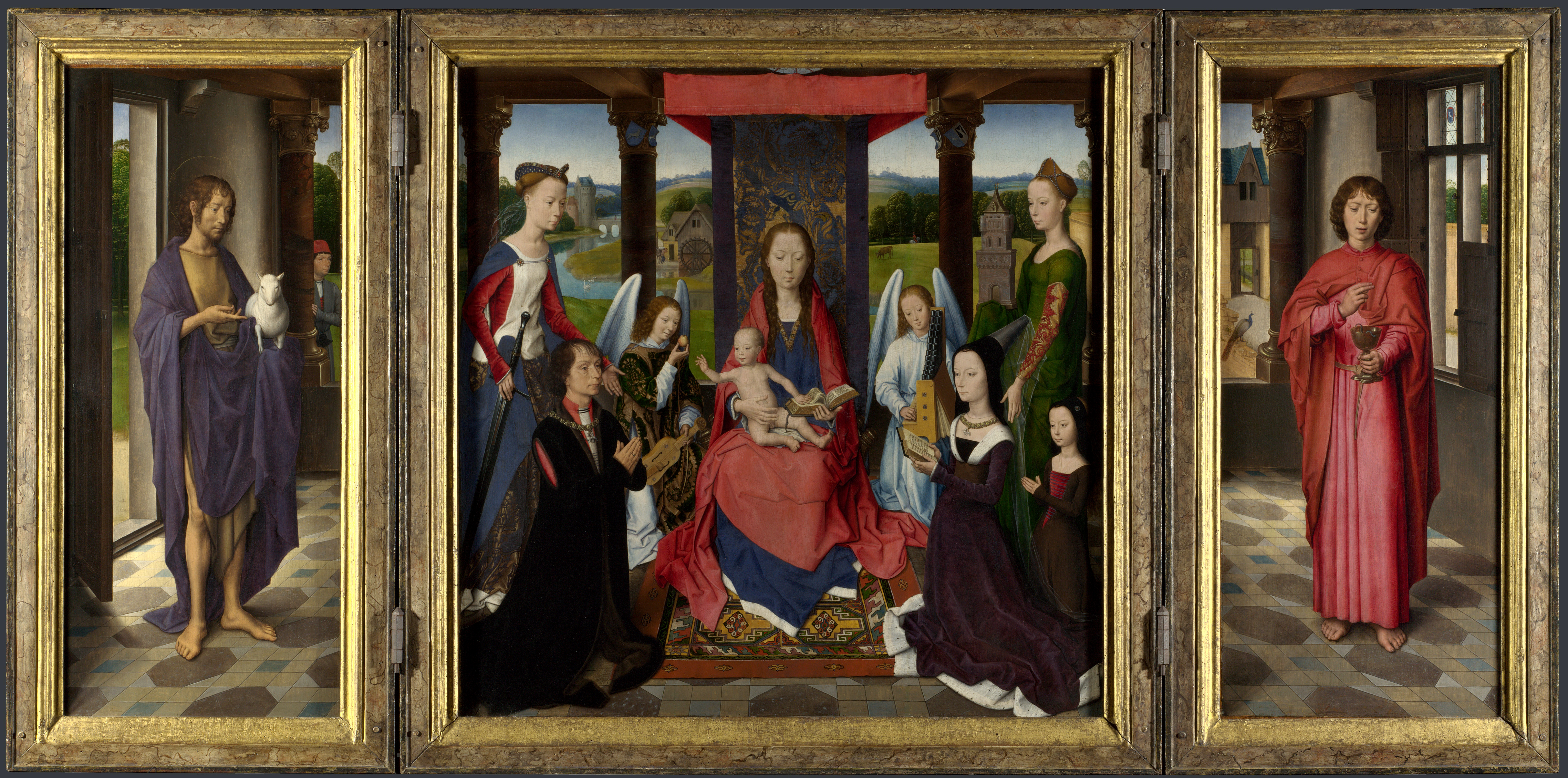
Le triptyque Donne de Hans Memling, années 1470, National Gallery, Londres. Sir John s'agenouille à gauche, Lady Donne et une fille à droite

Sir John Donne (vers 1420 – janvier 1503)  était un courtisan, diplomate et soldat gallois, une figure notable du parti Yorkiste. Dans les années 1470, il commanda le Donne Triptych, un retable triptyque de Hans Memling, aujourd'hui à la National Gallery de Londres. Il contient des portraits de lui, de sa femme Elizabeth et d'une fille. Il pourrait bien avoir été lié au poète jacobéen John Donne, mais pas en tant qu'ancêtre direct, car il n'avait pas de petits-enfants Donne.

## Famille et début de carrière

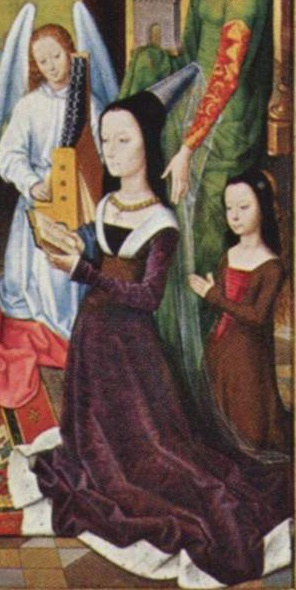
The Donne Triptych de Hans Memling, années 1470, National Gallery, Londres. Lady Donne et une fille

Les Donnes de Kidwelly, Carmarthenshire, étaient une famille distinguée ("Dwnn" en gallois ). Son père Griffith (Gruffydd) aurait combattu à la bataille d'Azincourt en 1415 et certainement dans de nombreuses autres campagnes françaises ; il est lieutenant de Cherbourg en 1424. Sa mère était Joan Scudamore, une petite-fille d'Owain Glyndŵr, le dernier prince de Galles indépendant, qui a disparu dans la clandestinité en 1412. John Donne est né en France, "dans certaines régions de Picardie ", probablement dans les années 1420.
Donne était leur troisième fils qui entra, probablement à la fin de son adolescence, au service du duc d'York, père d'Édouard IV. Il l'a peut-être fait grâce au patronage du principal Yorkiste du sud du Pays de Galles, William ap Thomas, également vétéran d'Agincourt et père du contemporain de Donne William Herbert, 1er comte de Pembroke (1423-1469). Donne est enregistré comme ayant combattu en France pour le duc, ce qui devait être avant 1447. C'est à partir de cela et de son âge apparent dans le Memling que sa naissance dans les années 1420 est estimée. Il a également combattu pour le Duc en Angleterre, et à la fin des années 1440 en Irlande.
Donne a épousé avant 1465 Elizabeth Hastings, sœur de William, Lord Hastings, le favori d'Edouard IV, qui a été exécuté par le frère d'Edward, le roi Richard III d'Angleterre en 1483. Hastings avait également été au service du duc d'York pendant toute sa vie d'adulte, donc lui et Donne devaient très bien se connaître. Les enfants survivants des Donnes étaient d'abord deux filles, Anne et Margaret, puis deux fils Edward et Griffith (tous deux plus tard anoblis). Elizabeth Donne est décédée en 1507–8.
Lors de l'avènement d'Edward en 1461, il fut nommé huissier de la Chambre et commença à devenir riche. De 1465 à 1469, il était écuyer du corps et il a été fait chevalier sur le terrain après l'énorme victoire Yorkiste de la bataille de Tewkesbury en 1471 (avec beaucoup d'autres). Sa femme était une damicelle ou dame d'honneur de la reine. Dans le portrait, lui et sa femme portent de somptueuses chaînes de collier en or yorkistes de soleils et de roses avec la livrée personnelle d'Edward dans des pendentifs de son emblème, un lion, tous deux en émail bosse blanc rond avec des reflets dorés, tenant un rubis dans leurs pattes levées. Ces chaînes auraient vraisemblablement été des cadeaux d'Edward à ses proches disciples.

## Calais et le continent

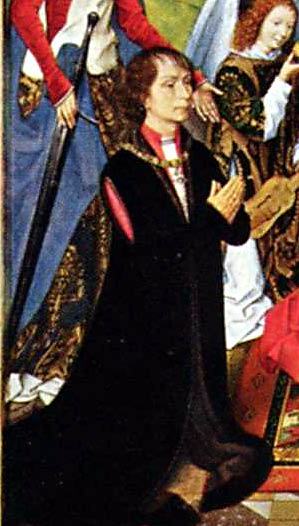
The Donne Triptych de Hans Memling, années 1470, National Gallery, Londres. Sir John Donné

Il était probablement le Jehan Don présent au mariage extravagant célébré à Bruges en 1468 de Charles le Téméraire et de Marguerite d'York, sœur d'Edouard IV. Il a peut-être accompagné Edward dans son exil bourguignon en 1470–1, comme l'a fait Hastings. Bien plus tard, il était présent lorsque la veuve Margaret (son « véritable ami ») a rencontré son frère à ce qui est maintenant Syon House en 1480.
En 1468, il est décrit comme « hors de Calais », l'avant-poste de l'Angleterre en France, et cette liaison perdure pour le reste de sa carrière ; Hastings était "lieutenant de Calais" ou gouverneur, et son beau-frère Donne son adjoint. Il y possédait une maison et était membre du conseil de Calais en 1471, impliqué dans des négociations en 1472 et enregistré comme là-bas en 1475 et plusieurs années plus tard. En 1483, il était député de la tour de Risban, un fort périphérique, et avant 1497 lieutenant du château. Cela a peut-être été sa base principale pendant une grande partie de sa carrière; il est resté sous contrôle Yorkiste tout au long de l'exil d'Edouard IV.
Le Donne Triptych de Hans Memling aurait vraisemblablement été réalisé à Bruges et daterait des années 1470. De nombreuses sources le datent encore de 1468, car elles n'étaient au courant que de la visite de Donne à Bruges pour le mariage cette année-là, et parce que lorsque le donateur a été identifié pour la première fois comme Donne en 1840, l'écrivain ( JG Nichols ) a déclaré à tort qu'il avait été tué. à la bataille d'Edgecote en 1469. La National Gallery privilégie désormais une date à la fin des années 1470, peut-être 1478, la date sur une copie ultérieure, qui est plausible, et peut avoir été sur le cadre original perdu. Le blason Donne apparaît sur de petits écussons dans le chapiteau de la colonne derrière Sir John, assez grossièrement représenté, et empalé avec celui de Hastings sur le chapiteau derrière Lady Donne. Les bras Donne apparaissent également dans une cocarde en verre dans la fenêtre du panneau latéral droit.
Le portrait de Lady Donne a d'abord été peint avec un visage plus jeune et plus généralisé, puis repeint, également par Memling, avec le visage actuel plus fin. Cela peut suggérer que Memling ne l'a vue que lorsque la peinture était bien avancée et a changé son image en ses traits réels.

## Manuscrits enluminés

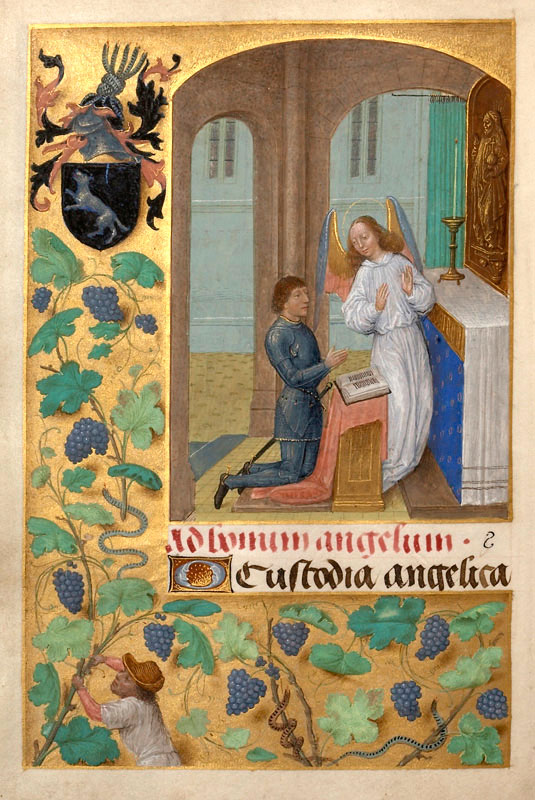
Donne représenté avec ses armoiries dans les "Heures de Louthe" (alias "Donne Hours"), peint par Simon Marmion vers 1480, Collection de l'Université de Louvain-la-Neuve, MS A2, f.100v

Outre le Memling, il existe deux manuscrits enluminés flamands commandés par Donne à la British Library, plus un manuscrit d'occasion (BL MS Royal 15 D iv) qui était un cadeau des deux duchesses de Bourgogne (la veuve Margaret et son belle-fille Mary) avec les inscriptions: "For yet not har that ys on of yor treu frendes Margarete of Yorke" ("Forget not her that is one of your true friends, Margarete of York)" et "Prenez moy ajames pour vre bonne amie Marie D. de bourg.ne" ("Prends-moi pour toujours pour ta bonne amie, Marie, duchesse de Bourgogne "). Celle-ci se trouvait autrefois dans l' ancienne bibliothèque royale, ayant probablement été offerte à Henri VIII par l'un des fils de Donne. Il commanda un important Livre d'Heures d'environ 1480, aujourd'hui connu sous le nom de « Donne Hours », anciennement appelé « Louthe Hours » en raison d'une identification erronée du commanditaire de l'ouvrage, aujourd'hui à Louvain, qui possède une miniature de lui agenouillé en armure avec son ange gardien avec sur le même folio une représentation de ses armes : D'azur, un loup saillant d'argent (comme indiqué sur les écussons sur les chapiteaux des colonnes dans le Donne Triptyque de Hans Memling), avec cimier : A nœud de cinq serpents.
Plusieurs des proches collaborateurs de Donne: Edward, Hastings, les deux duchesses de Bourgogne et d'autres, étaient d'importants mécènes de l'art flamand sous diverses formes, et là un certain nombre d'indications que Donne a supervisé attentivement l'avancement du triptyque et a demandé des modifications.

## Diplomatie
Sa carrière diplomatique officielle semble avoir commencé en février 1477, lorsque lui et John Morton, le futur lord chancelier et archevêque de Cantorbéry, étaient ambassadeurs à la cour de France. En mai de la même année, lui et deux autres étaient ambassadeurs de l'autre côté, les ambassadeurs impériaux en Bourgogne. Il a été envoyé dans plusieurs missions de ce type et a peut-être été une figure importante de la diplomatie avec la Bourgogne. L'histoire de la diplomatie yorkiste n'a pas été entièrement explorée et la position de Donne dans celle-ci est actuellement difficile à évaluer.

## Fin de vie
Il acquit des domaines à Horsenden, dans le Buckinghamshire en 1480, qui devinrent alors sa résidence britannique principale. Il réussit à éviter de se faire prendre lors de la chute de Hastings en 1483 et fut nommé haut shérif du Bedfordshire et du Buckinghamshire pour 1485 sous le roi Richard III. Après le changement de dynastie en 1485, il dut faire un accommodement avec son compatriote gallois, Henri VII, auquel cas il aurait atteint l'âge de prendre sa retraite de toute façon. Lui et sa femme sont enterrés dans la chapelle Saint-Georges du château de Windsor, à côté d'Édouard IV et de Hastings, ce qui est en soi une indication de la faveur royale.
Ses deux fils travaillaient pour Henri VIII. Ses descendants incluent les comtes d'Oxford, de Cumberland, de Burlington et les ducs de Devonshire. Les Memling sont passés par ces trois dernières familles.